# Earl of Mansfield

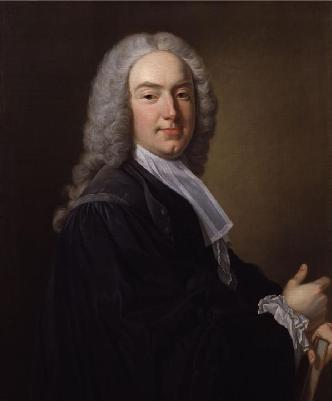
William Murray, 1. Earl of Mansfield

Wappen der Earls of Mansfield and Mansfield

Earl of Mansfield, in the County of Nottingham, und Earl of Mansfield, of Caen Wood in the County of Middlesex, sind zwei erbliche britischer Adelstitel in der Peerage of Great Britain. Die Titel sind seit 1843 vereint.
Familiensitz der Earls ist Scone Palace bei Scone in Perthshire.

## Verleihungen
Beide Titel wurden dem schottischen Juristen William Murray, 1. Baron Mansfield, verliehen. Er war der vierte Sohn des David Murray, 5. Viscount of Stormont und war von 1756 bis 1788 Lord Chief Justice of the King’s Bench.
In erster Verleihung wurde er am 31. Oktober 1776 zum Earl of Mansfield, in the County of Nottingham, erhoben. In zweiter Verleihung wurde ihm am 1. August 1792 der Titel Earl of Mansfield, of Caen Wood in the County of Middlesex, verliehen. Bereits am 8. November 1756 war er in der Peerage of Great Britain zum Baron Mansfield, in the County of Nottingham, erhoben worden.
Seine Titel waren mit unterschiedlichen Erbregelungen versehen. Die Baronie war ohne besonderen Zusatz verliehen und somit an legitime männliche Nachkommen vererbbar. Das Earldom von 1776 war in Ermangelung männlicher Nachkommen auch an Louisa Murray (geborene Cathcart), Viscountess Stormont (Tochter des 9. Lord Cathcart), die zweite Gattin seines Neffen David Murray, 7. Viscount Stormont, und ihre männlichen Nachkommen aus ebendieser Ehe vererbbar. Das Earldom von 1792 war in Ermangelung männlicher Nachkommen auch an seinen letztgenannten Neffen, den 7. Viscount Stormont, und dessen männliche Nachkommen vererbbar.
Der 1. Earl starb am 25. Dezember 1793 kinderlos. Das Earldom von 1776 fiel somit an die Viscountess Stormont, das von 1792 an den 7. Viscount Stormont und die Baronie erlosch.
Der 2. Earl zweiter Verleihung führte bereits den 1621 geschaffenen Titel Viscount of Stormont, den 1605 geschaffenen Titel Lord Scone und den 1641 geschaffenen Titel Lord Balvaird. Alle drei gehören zur Peerage of Scotland und sind seither nachgeordnete Titel des jeweiligen Earls. Der jeweils älteste Sohn des amtierenden Earl trägt als dessen Titelerbe (Heir Apparent) den Höflichkeitstitel Viscount Stormont.
Der gemeinsame Sohn der 2. Countess und des 2. Earls starb vor seiner Mutter, so dass er nur seinen Vater als 3. Earl zweiter Verleihung beerbte. Sein Sohn wiederum vereinigte 1843 beim Tod der 2. Countess beide Titel als 3. Earl (erster Verleihung) und 4. Earl (zweiter Verleihung).

## Liste der Earls of Mansfield

### Earls of Mansfield, erste Verleihung (1776)
- William Murray, 1. Earl of Mansfield (1705–1793)
- Louisa Murray, 2. Countess of Mansfield (1758–1843)
- William Murray, 3. Earl of Mansfield, 4. Earl of Mansfield (1806–1898)
- William Murray, 4. Earl of Mansfield, 5. Earl of Mansfield (1860–1906)
- Alan Murray, 5. Earl of Mansfield, 6. Earl of Mansfield (1864–1935)
- Mungo Murray, 6. Earl of Mansfield, 7. Earl of Mansfield (1900–1971)
- William Murray, 7. Earl of Mansfield, 8. Earl of Mansfield (1930–2015)
- Alexander Murray, 8. Earl of Mansfield, 9. Earl of Mansfield (* 1956)

Heir Apparent ist der Sohn des aktuellen Titelinhabers William Murray, Viscount Stormont (* 1988).

### Earls of Mansfield, zweite Verleihung (1792)
- William Murray, 1. Earl of Mansfield (1705–1793)
- David Murray, 2. Earl of Mansfield (1727–1796)
- David Murray, 3. Earl of Mansfield (1777–1840)
- William Murray, 4. Earl of Mansfield (1806–1898) (erbte 1843 auch den Titel 3. Earl of Mansfield erster Verleihung; Nachfolger siehe oben)